# Osservatorio di Arequipa

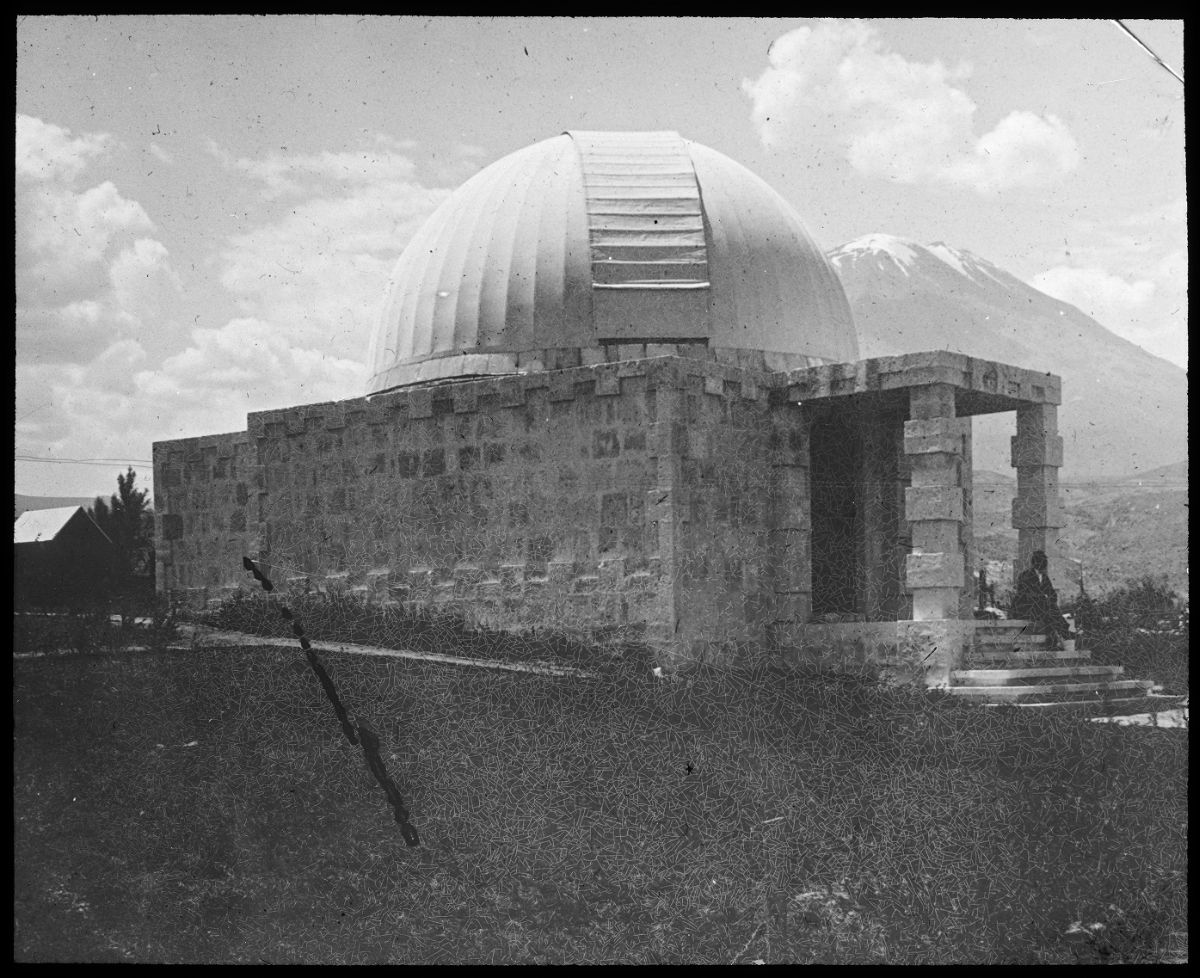
La cupola del telescopio da 24 pollici "Bruce" dell'Osservatorio di Arequipa

L'Osservatorio di Arequipa, chiamato anche Osservatorio Carmen Alto o Stazione Boyden, era un osservatorio astronomico del Perù, che operava alla dipendenza dall'Osservatorio dell'Harvard College. Era situato sulle Ande a 2.438 metri sul livello del mare, nel territorio della città di Arequipa. L'osservatorio fu attivo tra il 1890 e il 1926; nel 1927 le sue attrezzature furono trasferite in Sudafrica, nell'attuale sede dell'Osservatorio Boyden.

## Storia
Il principale promotore dell'Osservatorio di Arequipa fu l'astronomo statunitense Edward Charles Pickering, direttore dell'Osservatorio dell'Harvard College. Il suo scopo era quello di installare il primo grande osservatorio nell'emisfero australe. Riuscì a raccogliere il denaro necessario (più di un terzo di milione di dollari) grazie alla Boyden Foundation (fondata con un lascito dell'ingegnere meccanico Uriah Boyden) e ai contributi di Catherine Bruce (vedova di un industriale siderurgico di New York) e della Henry Draper Foundation (promossa da Mary Anna Palmer, vedova di Henry Draper). Nel 1889 l'osservatorio fu dislocato inizialmente a Monte Harvard, vicino a Lima, ma l'anno successivo fu trasferito ad Arequipa. Pickering e il suo collega Solon Irving Bailey, primo direttore dell'osservatorio, pensarono inizialmente a Chosica, una cittadina a circa 50 chilometri a est di Lima, ma alla fine scelsero Arequipa per il suo clima più mite.
L'attrezzatura scientifica consisteva in un telescopio rifrattore fotografico da 24 pollici, progettato da Alvan Clark and Sons a Cambridge nel 1895 e chiamato Bruce in onore della vedova che lo pagò. Questo rifrattore con apertura di 61 cm era uno strumento enorme per l'epoca. Con un'esposizione di un'ora poteva fotografare stelle più deboli di magnitudine 16, e in un'unica grande lastra fotografica poteva coprire un campo vasto quanto quello coperto dall'Orsa Maggiore. Erano presenti anche un astrografo Cooke, un telescopio fotografico  Metcalf da 25 cm e un telescopio Bache da 20 cm con doppietto fotografico. All'epoca era il più grande telescopio fotografico del mondo. Invece di una lente acromatica, aveva un doppietto, che otteneva un altissimo grado di correzione ottica e un ampio campo visivo.
Il 17 gennaio 1891, scaduto il contratto biennale di Solon Irving Bailey, fu nominato direttore il fratello di Edward, William Henry Pickering, che portò altri due assistenti astronomi e il resto dell'attrezzatura tecnica: un telescopio rifrattore Boyden da 33 cm, un telescopio riflettore da 50 cm e una fotocamera Voigtlander Doublet con apertura da 6,4 cm. William diresse il resto dei lavori fino al loro completamento nel settembre 1891 e ampliò il terreno su cui si trovava l'osservatorio. Oltre a scoprire Febe, la luna di Saturno, installò un osservatorio meteorologico sul vulcano Chachani a 5029 metri. Finiti i due anni del contratto di Pickering, Bailey tornò di nuovo con un altro contratto di cinque anni (1893-1898) e collocò un'altra stazione meteorologica, all'epoca la più alta del mondo, sulla cima di El Misti. Delisie Stewart diresse l'osservatorio per un breve periodo nel 1898, rimanendo comunque a lavorare nella struttura fino al 1901. Nel 1899 Bailey tornò nuovamente per dirigere l'Osservatorio, conservando l’incarico fino al 1905. Gli succedettero Royal Frost (1906-1908) e Frank Hincley (1909-1910), che osservò il passaggio della cometa di Halley. Leon Campbel fu direttore tra il 1911 e il 1915, successivamente tornò alla direzione Franck Hincley (1915-1917). La direzione passò poi a Lindall Blanchard (1917-1918). Negli anni successivi si alternarono alla direzione Juan Muniz, Franck Hincley e Solon Bailey. John Parasquevopoulos fu l'ultimo direttore (1923-1926). L'attrezzatura fu poi smontata, spedita in Sudafrica e rimontata nel 1927 a Bloemfontein, nel nuovo Osservatorio Boyden.